# Taftazani
Sa'ad al-Din Masud ibn Umar ibn Abd Allah al-Taftazani (persan : سعدالدین مسعودبن عمربن عبداللّه هروی خراسانی تفتازانی-سعدالدین مسعودبن عمربن عبداللّه هروی خراسانی تفتازانی), également connu sous les noms Al-Taftazani et Taftazani (1322.–1390), est un Persan musulman,, polymathe. 

## Vie personnelle
Al-Taftazani naît en février ou en mars 1322 dans le hameau de Taftazan, dans le Khorassan, en Iran, à l'époque une zone contrôlée par la dynastie locale des Sarbadârs. Il suit une formation dans plusieurs institutions des villes de Hérat, Ghijduvan, Feryumed, Gulistan, Khwarezm, Samarcande et Sarakhs, où il passe l'essentiel de son enfance.
Sous le règne de Tamerlan, ce dernier remarque son potentiel en recherche scientifique et l'admet à sa cour, finançant son éducation. Ibn Hajar al-Asqalani fait remarquer que "la science a atteint sa limite avec lui dans l'Orient" et que "personne ne pourra jamais le remplacer". Il meurt à Samarcande en 1390 et est enterré à Sarakhs.
En termes de jurisprudence islamique, Al-Taftazani était le plus probablement hanafite (tout en étant très connaissant de l'école chaféite). Du côté de la ʿAqîda, la croyance islamique, il était Ach'arite (tout en étant très connaissant de l'école maturidite).

## Carrière
Au cours de sa carrière, Taftazani écrit des traités sur la grammaire, la rhétorique, la théologie, la logique, le droit et l'exégèse du Coran. Ses travaux sont utilisés comme manuels de cours pendant des siècles par les ottomans, et sont encore utilisés par les collèges d'instruction Chiites aujourd'hui. Son premier ouvrage, "Sharh-i az-Zanjani", est complété alors qu'il n'a que seize ans : il restera l'une de ses œuvres les plus célèbres. Parmi ses autres contributions écrites les plus célèbres, on trouve aussi un commentaire en persan du Coran et une traduction de poèmes de Saadi du persan au turc. Il fera cependant l'essentiel de ses écrits en arabe.

## Postérité
Ibn Khaldoun, considéré par certains comme étant le père des sciences humaines et sociales parce qu'ayant anticipé bien des éléments de la discipline plusieurs siècles avant qu'ils n'intègrent les réflexions occidentales, dit de lui :

« J'ai trouvé en Égypte de nombreux travaux sur les sciences intellectuelles écrits par le célèbre Sa'd al-Din al-Taftazani, né à Hérat, un des villages du Khorassan. Certains traitent de kalam (théologie spéculative) et des fondations du fiqh et de la rhétorique, ce qui montre sa connaissance profonde de ces sujets. Leur contenu démontre qu'il était connaisseur de sciences philosophiques et très en avance sur les autres sciences de la Raison. »

## Œuvres

### Linguistique
- Sharh az Zanjani (ou Serh ul Izzi fi't-Tasrîf, ou Sa'diyye). (738 A.H.), son premier ouvrage.
- Al-Irsad (ou Irsad ul Hadi). (778 A.H.).
- al-Ni'am al-Sawabigh fi Sharh al-Nawabigh.

### Rhétorique
- Al-Mutawwal  (747 A.H.).
- Al-Mukhtasar (ou Muhtasar ul Ma'ani). (756 A.H.).
- Sharh'u Miftah il Ulum (ou Mirtah il Ulum). (787 A.H.).

### Logique
- Sherh ur Risalet ash Shamsiyye (ou Sharh ush Shamsiyya). (752 A.H.).
- Maqasıd ut Talibin fi Ilmi Usul id-Din (ou Al-Maqasid). (784 A.H.).
- Tezhib ul Mantiq Wa al Kalam. (739 A.H.).
- Sharh ul Aqaid in Nasafiyye (767 A.H.; commentaire sur la foi de Abu Hafs Omar al-Nasafi's).

### Droit
- at-Talwih fi Kashfi Haqaiq at Tanqih  (758 A.H.).
- Hashiye tu Muhtasar il Munteha. (770 A.H.).
- Miftah ul Fiqh (a.k.a. Al-Miftah). (782 A.H.).
- Ihtisaru Sharhi Talhis il jami il Kabir. (785 A.H.).
- Al-Fatawa al Hanaffiya. (759 A.H.). Une compilation détaillée de ses décisions pendant sa carrière juridique.
- Sharh ul Faraid is Sirajiyya.

### Théologie
- Hashiyye Al  ak-Kashshaf. (789 A.H.). Cet ouvrage reste inachevé.
- Kashf ul Esrar ve Uddet ul Ebraar.
- Al Arbain.
- Sharh ul Hadis ul Erbain en Neveviyye.
- Hashiyat al kashaf est un travail extrêmement rare de Taftazani, qui ne l'a jamais achevé. Il existe trois manuscrits qui l'évoquent, et on les retrouve dans des musées et des collections privées. Le premier date de 1147AH, et est le plus ancien travail qu'on ait retrouvé, copiant son travail 357 ans après son décès. Il est conservé dans une collection saoudienne privée. Un autre date de 1209AH, et le troisième de 1237AH.